# Gastão Fausto da Câmara Coutinho
Gastão Fausto da Câmara Coutinho (Lisboa, 19 de dezembro de 1772 — Lisboa, 23 de junho de 1852), frequentemente referido apenas por D. Gastão, foi um oficial da Armada Portuguesa, dramaturgo, teatrólogo e bibliotecário, primeiro director da Biblioteca da Marinha.

## Nota
1. ↑  Coutinho, Afrânio; Sousa, José Galante de. Enciclopédia de literatura brasileira. Rio de Janeiro: Fundação Biblioteca Nacional; Academia Brasileira de Letras, 2001. 2 v. (ISBN 8526007238).
2. ↑  Justino Mendes de Almeida, "D. Gastão Fausto da Câmara Coutinho, 1.º Bibliotecário da Biblioteca da Marinha, Intérprete do Poeta Latino Horácio" in Revista da Universidade de Coimbra, vol. XXXVII (1992), pp. 93-99. Coimbra, 1992.
3. ↑  Verbete no Diccionario bibliographico portuguez, p. 136.